# Morphnarchus princeps
Morphnarchus princeps là một loài chim trong họ Accipitridae. Chúng thường được tìm thấy ở Colombia, Costa Rica, Ecuador, Panama, và Peru.